# موسى أودو
موسى أودو (بالإنجليزية: Musa Audu) هو عداء سريع نيجيري، ولد في 18 يونيو 1980.

## وصلات خارجية
- موسى أودو على موقع الاتحاد الدولي لألعاب القوى (الإنجليزية)
- موسى أودو على موقع اللجنة الأولمبية الدولية (الإنجليزية)
- موسى أودو على موقع أوليمبيديا (الإنجليزية)